# Henri Nibelle
Henri Jules Joseph Nibelle, né le 6 novembre 1883 à Briare et mort le 18 novembre 1967 à Nice, est un organiste, chef de chœur et compositeur français.

## Biographie
Fils et petit-fils d’organistes, Henri Nibelle a fréquenté l’école Niedermeyer dès 1898, avant d'entrer au Conservatoire national supérieur de musique et de danse de Paris, où il obtint en 1906 un 1er prix de fugue dans la classe de Fauré et un 1er accessit d’orgue en 1910 dans celle de Guilmant. À l'école Niedermeyer, Henri Nibelle est élève du Maître Henri Büsser, avec Maurice Le Boucher, Defosse, Roger Pénau. Il étudia aussi avec Louis Vierne qui lui dédia Caprice, la 3e des Pièces de Fantaisie pour orgue op. 51. Il commença sa carrière d’organiste à l’orgue de chœur de la cathédrale de Versailles en 1907. Deux ans plus tard il prenait celui de l'église Saint-Vincent-de-Paul, puis devint organiste au grand-orgue de Saint-François-de-Sales en 1912, et succédait à Isidore Massuelle comme maître de chapelle de cette même église en 1931. 
Devenu presque aveugle, il quitta Saint-François-de-Sales en 1959 pour se retirer à Nice et se consacrer à la composition d’œuvres religieuses : messes brèves, messes solennelles, psaumes, motets, cantiques spirituels, etc.

## Œuvres

### Musique pour chœur
- Messe « Ecce Sacerdos magnus »,
- Messe « Te Deum »
- Messe « Ave Maris Stella »
- Messe en l'honneur de Jeanne d’Arc (éd. 1951)
- Psaume 116
- Pie Jesu
- Ave verum
- Ave Maria
- Prose Inviolata

### Musique d'orgue (et harmonium)
- Offertoire en ré mineur dans Les Maîtres Contemporains de l'Orgue, vol. 1 (1912)
- 50 Pièces sur des thèmes liturgiques des dimanches et les fêtes de l’année pour orgue ou harmonium, 1935 (édition Schola Cantorum).
- Carillon orléanais (1938)
- Toccata (1947)
- Préludes du Saint Sacrement
- 2 Préludes et Fugues (Orgue et Liturgie)
- Prélude et Fugue sur « Alma Redemptoris Mater »
- Prélude et fugue sur « Salve Regina »
- Rhapsodies de Noël pour orgue
- Variations sur un noël (1960)
- Messe pour orgue en l’honneur de la Sainte-Vierge
- Toccata et Fugue sur « Regina Cœli »
- Toccata sur Victimæ paschali laudes
- Les Dimanches et Fêtes de l'organiste grégorien, 8 vol. (Schola Cantorum)